# Население Малайзии

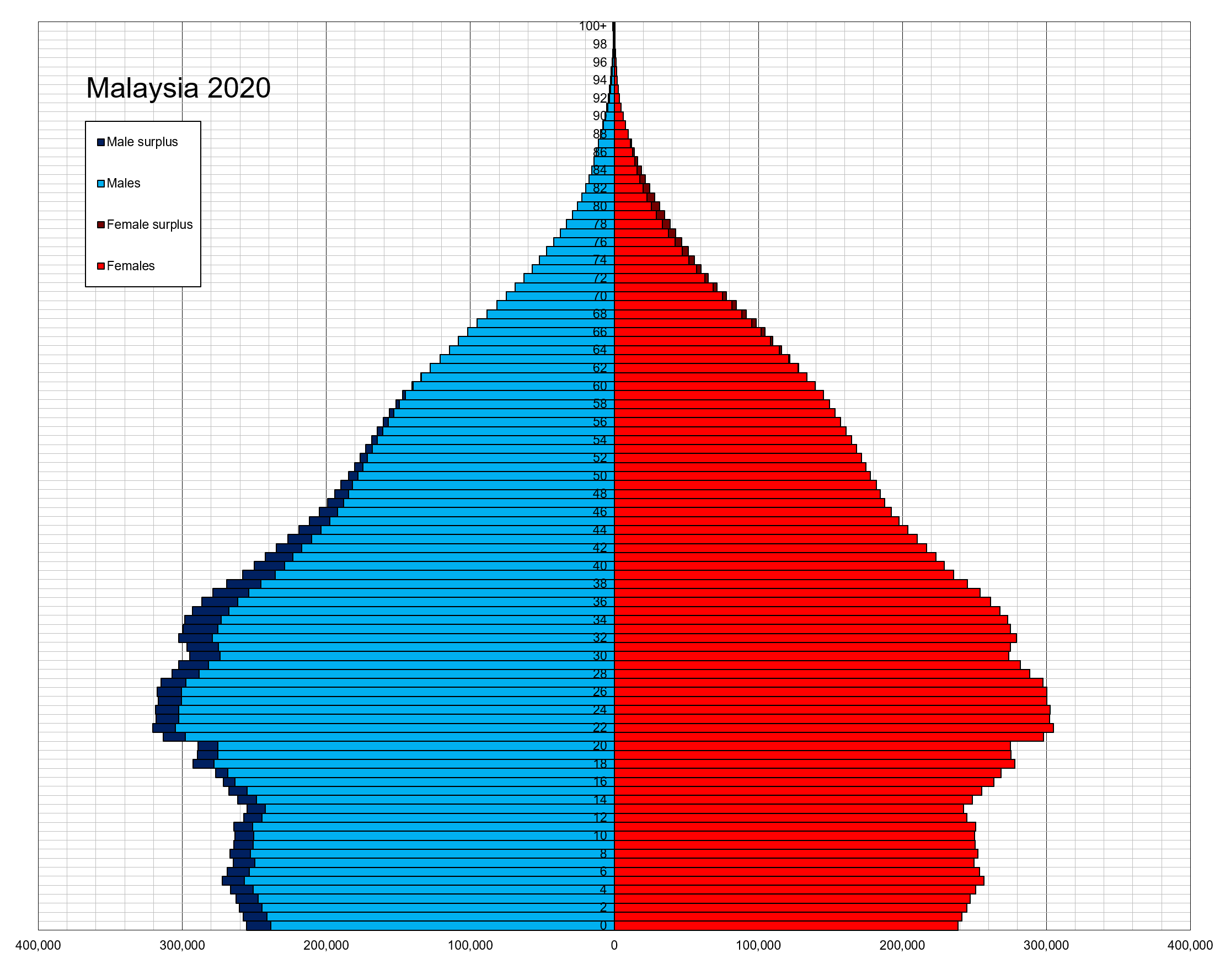
Возрастно-половая пирамида населения Малайзии на 2020 год

Население Малайзии на июль 2010 года составляет 28 250 500 человек (44-е место в мире). Из них 5,72 миллиона проживает в Восточной Малайзии, а 22,5 миллиона — в полуостровной части страны.
По среднему прогнозу, население страны к 2100 году составит — 37,7 млн человек.
- Малайцы и 
  - другие бумипутра составляют 65 % населения;
- китайцы — 26 %;
- индийцы — 7,1 % и
- другие этнические группы — 1 %.

## Этнические группы

### Бумипутра

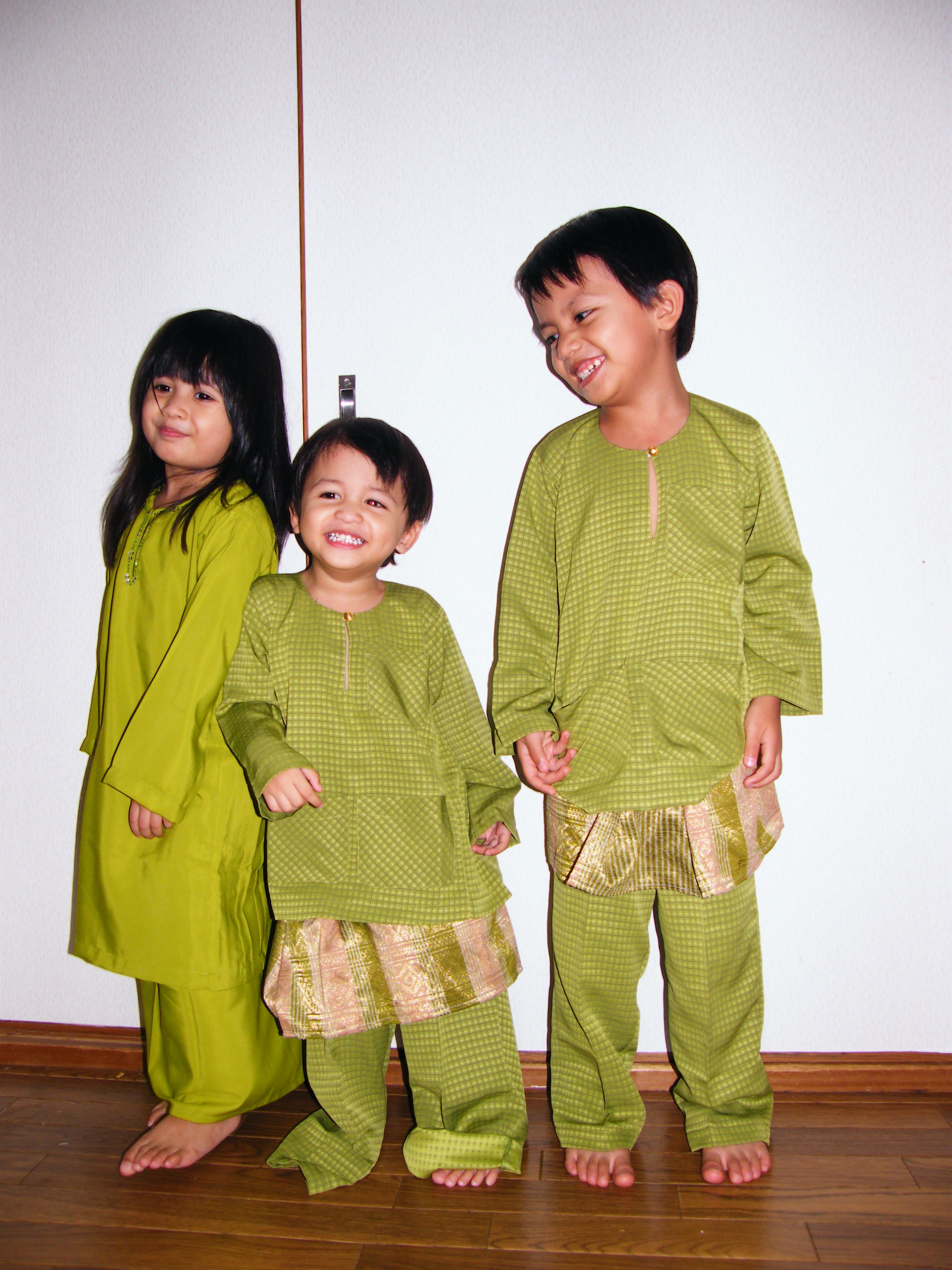
Малайские дети в традиционной одежде во время празднования Хари Райя

Малайцы составляют около половины населения (50,4 %), малайский язык является единственным государственным языком страны. В некоторых частях Малайзии население, которое классифицируется как «малайцы» может говорить на различных диалектах малайского, зачастую непонятных для большинства соотечественников. В крупных городах также распространён английский. По определению конституции Малайзии, все малайцы являются мусульманами, особенно четко мусульманское движение было заметно в 1980-90-х гг.

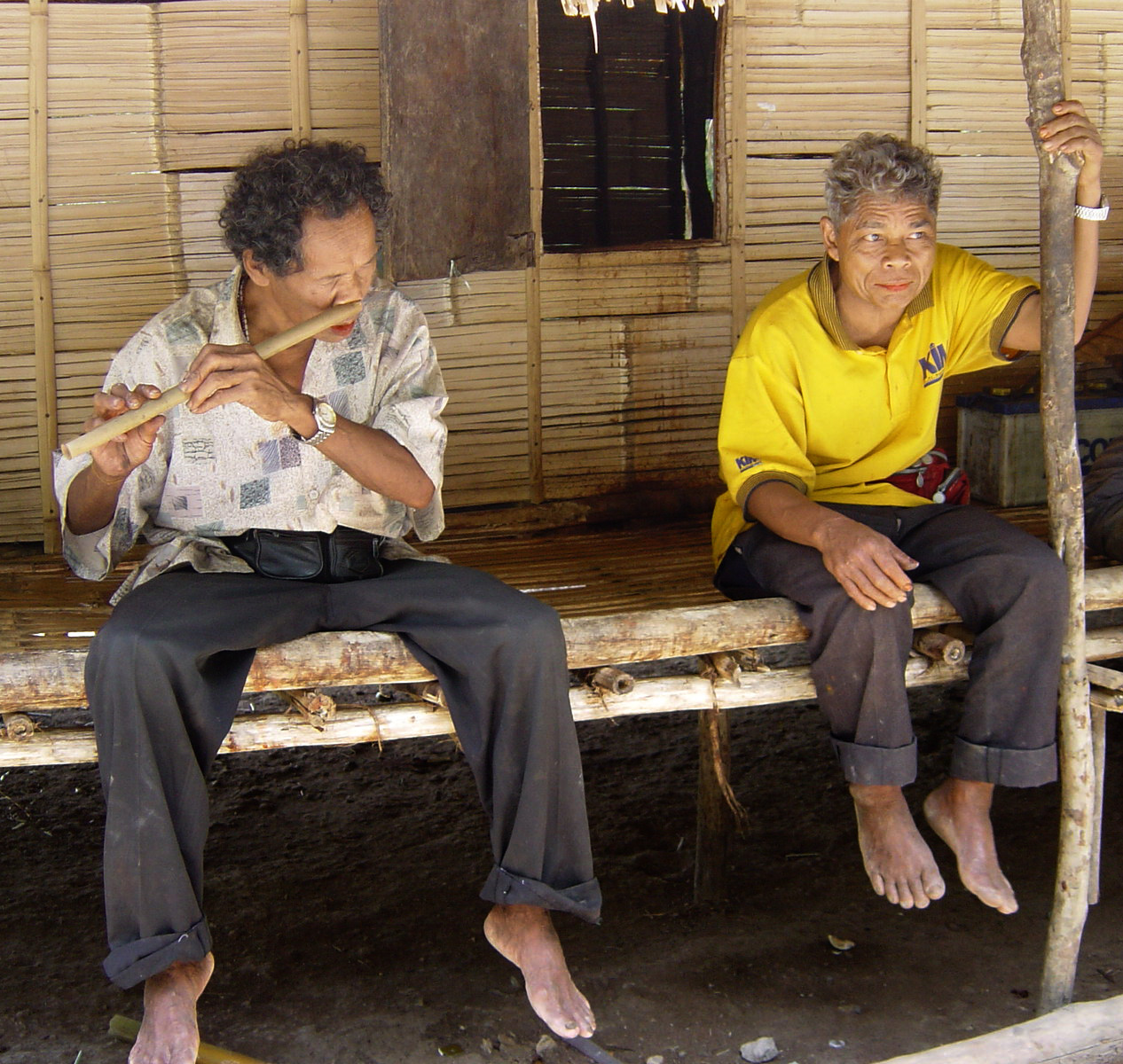
Коренное население Малайзии (Оранг Асли)

Кроме малайцев в стране проживают и другие коренные народы (имеющие общее название Оранг-Асли), также имеющие статус «Бумипутра» (11 %) — это древнейшее население Малайзии. Коренные народы составляют большинство населения в восточной части страны, главные этносы: даяки, ибаны и бидаюх. Численность ибанов достигает 600 000 человек (30 % населения Саравака), некоторые из них до сих пор живут в традиционных длинных домах, хотя большая часть всё же переехала в города. Численность бидаюх — около 170 000 человек, они проживают в юго-западной части Серавака и вместе с другими коренными народами составляют более половины населения этого штата. Коренные народы проживают и в полуостровной части страны, хотя и в меньшем количестве.

### Китайцы
Китайцы — вторая по величине этническая группа, составляет более 23,7 % и традиционно преобладает в торговле и бизнесе.
Города с самой большой долей китайцев — Ипох и Куала-Лумпур, штат с самым большим процентом китайского населения — Пенанг. Китайское население страны говорит на различных диалектах китайского, в том числе: севернокитайском, южноминьском, хакка и кантонском, а в крупным городах также и на английском.

### Индийцы
Индийцы — третья во величине группа, составляет всего 7,1 %. Большая её часть — тамилы, вместе с малаялам и телугу они составляют 85 % индийского населения страны.
Индийцы начали мигрировать в Малайзию в начале XIX века. Часть их прибыла в страну для бартерной торговли, другая часть прибыла как учителя и квалифицированные рабочие. Большое количество мигрировали во времена британской колонии для работы на плантациях.
Заметно также присутствие населения пакистанского происхождения (около 200 000 человек), главным образом пенджабцев, прибывших сюда в качестве британских солдат. Индийцы принесли вместе с собой культуру индуизма и сикхизма с её храмами, кухней и одеждой.
Население, не включённое ни в одну из трёх главных групп, представлено меньшинствами европейского и ближневосточного происхождения.

## Религия
Согласно переписи населения 2000 года, около 60,4 % населения — мусульмане; 19,2 % — буддисты; 9,1 % — христиане; 6,3 % — индуисты; 2,6 % — приверженцы конфуцианства, даосизма и других традиционных китайских религий.

## Основные статистические данные

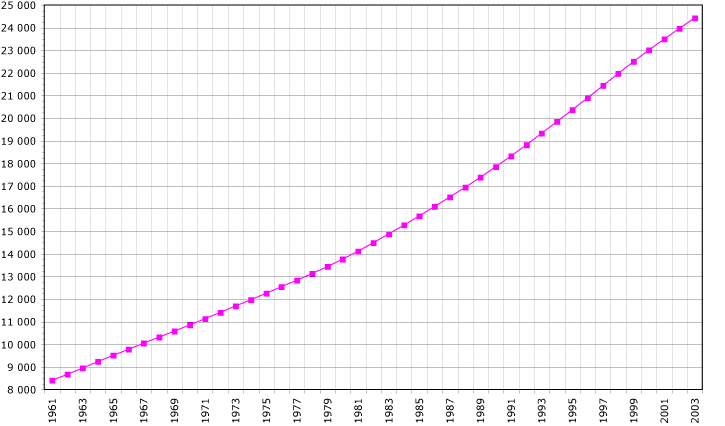
Изменение численности населения страны

- Естественный прирост: 1,78 % (2006 г.)
- Возрастные категории:
  - 0 — 14 лет: 32,2 %
  - 15 — 64 года: 62,9 %
  - 65 лет и старше: 4,8 %
- Рождаемость: 18,7 на 1000 человек
- Смертность: 4,5 на 1000 человек
- Ожидаемая продолжительность жизни: 74,05 лет (всё население)
  - Мужчины — 71,8 год
  - Женщины — 76,3 лет
- Уровень детской смертности: 6,6 на 1000 родившихся живыми